# Robert Vaughn
Robert Francis Vaughn, Ph.D. (22. listopadu 1932 New York – 11. listopadu 2016 Danbury) byl americký herec, držitel ceny Emmy z roku 1978.
Filmovému a televiznímu herectví se věnoval od počátku 50. let 20. století, kdy začal vystupovat v drobných a epizodních rolích v amerických televizních seriálech. Mezi americké hollywoodské hvězdy patřil od roku 1959, kdy byl nominován na cenu Americké filmové akademie Oscar za snímek Hoši z Filadelfie. Své postavení potvrdil v následujícím roce 1960 účinkováním ve známém westernovém snímku Sedm statečných, kde si zahrál postavu váhavého střelce jménem Lee. Přesto však těžiště jeho herecké práce spočívalo především v práci pro televizi.
Na konci 60. let 20. století se objevil v několika známých hollywoodských filmech, jako byl například Most u Remagenu (natáčený též v Československu), nebo se Stevem McQueenem ve snímku Bullittův případ nebo ve filmu Julius Caesar z roku 1970. Následovalo období, kdy se na počátku 70. let objevoval v britské televizi, v polovině 70. let se vrátil zpět do Spojených států.